# Kieblejaure
Kieblejaure är en sjö i Gällivare kommun i Lappland och ingår i Kalixälvens huvudavrinningsområde. Sjön har en area på 1,51 kvadratkilometer och ligger 558 meter över havet. Kieblejaure ligger i Lina fjällurskog Natura 2000-område. Sjön avvattnas av vattendraget Kieblejåkka.

## Delavrinningsområde
Kieblejaure ingår i det delavrinningsområde (748380-169588) som SMHI kallar för Utloppet av Kieblejaure. Medelhöjden är 614 meter över havet och ytan är 13,21 kvadratkilometer. Räknas de 2 avrinningsområdena uppströms in blir den ackumulerade arean 26,58 kvadratkilometer. Kieblejåkka som avvattnar avrinningsområdet har biflödesordning 3, vilket innebär att vattnet flödar genom totalt 3 vattendrag innan det når havet efter 269 kilometer. Avrinningsområdet består mestadels av skog (59 procent) och kalfjäll (29 procent). Avrinningsområdet har 1,51 kvadratkilometer vattenytor vilket ger det en sjöprocent på 11,4 procent.